# Helfervirus
Bei Helferviren handelt es sich um Viren, die zur Komplettierung unvollständiger Viren (so genannte Virusoide) benötigt werden, da letzteren die genetischen Informationen für wichtige Strukturkomponenten fehlen.
Ohne Helferviren wären Virusoide nicht in der Lage sich zu vermehren.

## Beispiele
Ein klassisches Beispiel ist das Hepatitis-D-Virus (HDV, offiziell Deltavirus italiense, Familie Kolmioviridae), dem eine wichtige Strukturkomponente der Hülle fehlt, nämlich das HBsAg (Hepatitis B surface Antigen). 
Aus diesem Grund wird HDV manchmal als Virusoid bezeichnet, Nach International Committee on Taxonomy of Viruses (ICTV) sind Virusoide helferabhängige viroidartige Satelliten-RNAs. HDV hat mehrere Merkmale, die denen von Viroiden oder Virusoiden ähneln.
Das Helfervirus, das die fehlenden Komponenten zur Verfügung stellt, ist in diesem Fall das Hepatitis-B-Virus (HBV). Daher tritt eine Hepatitis-D-Infektion nur zusammen mit einer Hepatitis-B-Infektion auf, erschwert aber signifikant den Krankheitsverlauf.
Ein anderes Beispiel ist die Gattung Macronovirus mit Helferviren aus der Familie Nodaviridae.

## Gegenseitige Abhängigkeit
Man nimmt an, dass unter Umständen in der phylogenetischen Entwicklung der Partner die Abhängigkeit gegenseitig werden kann, so dass aus beiden ein chimäres Virus mit segmentiertem Genom entsteht: bipartit, mit einem großen und einem kleinen Segment; ein Beispiel dafür ist die Gattung Begomovirus. Prinzipiell können Genomsegmente eines Virus gemeinsam oder einzeln in Kapsiden verpackt sein.